# Adolf Rothermundt
Adolf Wasilieff Ernst Rothermundt (* 15. Januar 1846 in Sankt Petersburg; † 18. Dezember 1930 in Dresden) war ein russischer Zuckerfabrikant und nachmaliger Dresdner Kunstmäzen und -sammler.

## Leben
Adolf Rothermundt war ein Sohn des St. Petersburger Kaufmannes Adolf Ernst Rothermundt (1817–1888). Beide hatten zeitweise das von Alexander Wilhelm Rothermundt, einem Bruder des Vaters begründete Familienunternehmen A. W. Rothermundt geleitet, das mit Zuckerfabriken und Tabakhandel in Russland bis zur Revolution riesige Einkünfte erwirtschaftete. 
1872 heiratete Adolf Rothermundt die Bankierstochter Emilie Meyer. Deren Schwester Marie Meyer vermählte sich mit Oskar Schmitz, einem aus Frankreich zugezogenen Dresdner Kunstsammler. Aus der Ehe Rothermundts gingen in den Jahren 1874–1891 die acht Kinder Elisabeth, Adolf jr., Klara, Max, Gustav, Alma, Bernhard und Alfred hervor. 1895 zog Adolf Rothermundt nach Dresden, wo auch der Vater seinen Lebensabend verbracht hatte. 

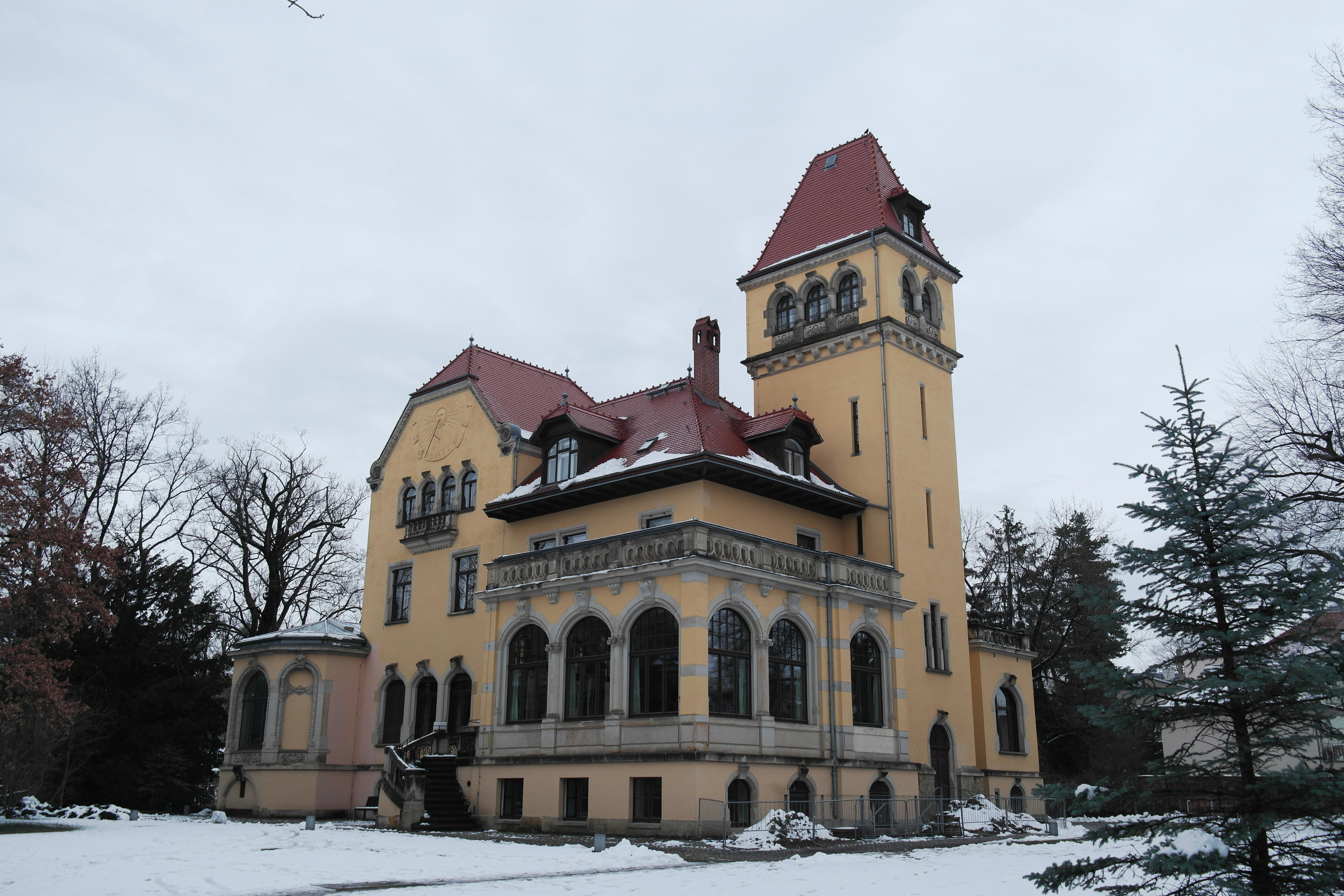
Villa Rothermundt – Ansicht Gartenseite mit Treppenhausturm.

Bereits 1859 wurde Rothermundt Eigentümer der Meierei des Marcolinischen Vorwerkes in Dresden. Dieses Anwesen renovierte er 1880 und baute es aus.
In seinem Auftrag erbaute Karl Emil Scherz 1896/97 die Villa Rothermundt auf der Mendelssohn-Allee 34 in Blasewitz. Rothermundt entfaltete sich dort zu einem der bedeutendsten Sammler der französischen Moderne zu Beginn des 20. Jahrhunderts. Er konnte zahlreiche Werke von Édouard Manet, Paul Cézanne, Claude Monet, Pierre-Auguste Renoir, Vincent van Gogh und der deutschen Impressionisten Max Liebermann, Max Slevogt und Lovis Corinth in seiner Sammlung zusammentragen.
Inspiriert wurde Rothermundt wohl durch den ebenfalls aus St. Petersburg nach Dresden gekommenen Kunstsammler Johann Meyer (1800–1887). Dieser präsentierte seit 1865 seine gesammelten Gemälde von Künstlern der Schule von Fontainebleau galeriemäßig und machte sie so interessierten Kunstliebhabern wie Rothermundt oder Schmitz zugänglich. Rothermundt führte das Meyersche Konzept fort und präsentierte seine zusammengetragenen Arbeiten in den Wohnräumen seiner Villa.

## Darstellung Rothermundts in der bildenden Kunst
- Max Pietschmann: Bildnis Alfred Rothermundt (Tafelbild, Öl; 1897; im Bestand der Dresdener Gemäldegalerie Neue Meister)[2]